# Springet (dokumentarfilm)
|  | Denne artikel er oprettet af botten Steenthbot ud fra en ekstern database. Den kan derfor have sproglige fejl eller mangler. Denne skabelon kan fjernes efter kontrol af indholdet. |

Springet er en dansk dokumentarfilm fra 2017 instrueret af Claus Bohm med tekst af Kim Leine og indtaling af Jesper Christensen.

## Handling
'Springet' er beretningen om en ung danskers oplevelser i Den finske borgerkrig 1918 og konsekvenserne for hans liv og skæbne. Peter de Hemmer Gudmes stemme og blik fører os ind i krigen, op gennem mellemkrigsårene til Vinterkrigen og frem til besættelsen, hvor Gudme bliver modstandsmand, fanget og foretager det endelige, gådefulde spring i døden i Gestapos hovedkvarter i København 1944. Fortællingen er elementært spændende og udfordrende. Hensigten er at skildre spændingsfeltet mellem de konkrete hændelser og det sindet formår at udtrykke. Hvad får et menneske til at give sit blod for en sag? Hvad er hans ideologiske projekt? Udsagn fra nutidens danske veteraner indgår for at perspektivere ?krigerhjertet' og koble fortællingen til vor tid. Refleksioner, som konfronterer os med krigens blodige æstetik, døden, kønnet, det maskuline tydningsunivers.